# Grammy Award for Best Música Urbana Album
Der Grammy Award for Best Música Urbana Album, auf Deutsch „Grammy-Auszeichnung für das beste Música Urbana Album“, ist ein Musikpreis, der seit 2022 von der amerikanischen Recording Academy verliehen wird.

## Geschichte und Hintergrund
Die seit 1959 verliehenen Grammy Awards werden jährlich in zahlreichen Kategorien von der Recording Academy in den Vereinigten Staaten vergeben, um künstlerische Leistung, technische Kompetenz und hervorragende Gesamtleistung ohne Rücksicht auf die Album-Verkäufe oder Chart-Position zu würdigen. Eine dieser Kategorien ist der Grammy Award for Best Música Urbana Album. Der Preis wird an Künstler für qualitativ hochwertige Alben im Bereich Música Urbana verliehen. Die neue Preiskategorie ist eine Ergänzung im Bereich Latin Music, zu der auch die Kategorien Best Regional Mexican Music Album (including Tejano), Best Latin Rock or Alternative Album, Best Tropical Latin Album und Best Latin Pop Album gehören.
Bad Bunny ist mit seinem Album El Último Tour Del Mundo aus dem Jahr 2020 der erste Gewinner in dieser Kategorie.

## Gewinner und Nominierte
| Jahr                 | Gewinner  | Nationalität | Album                     | Weitere nominierte Künstler                                                                                              | Bild des/der Gewinner(s) |
| -------------------- | --------- | ------------ | ------------------------- | --- | ------------------------ |
| 2022 3. April 2022   | Bad Bunny | Puerto Rico  | El último tour del mundo  | - Rauw Alejandro – Afrodisíaco - J Balvin – Jose - Karol G – KG0516 - Kali Uchis – Sin miedo (del amor y otros demonios) |                          |
| 2023 5. Februar 2023 | Bad Bunny | Puerto Rico  | Un verano sin ti          | - Rauw Alejandro – Trap Cake, Vol. 2 - Daddy Yankee – Legendaddy - Farruko – La 167 - Maluma – The Love & Sex Tape       |                          |
| 2024 4. Februar 2024 | Karol G   | Kolumbien    | Mañana será bonito        | - Rauw Alejandro – Saturno - Tainy – Data                                                                                | Karol G 2023             |
| 2025 2. Februar 2025 | Residente | Puerto Rico  | Las letras ya no importan | - Nadie sabe lo que va a pasar mañana von Bad Bunny - Rayo von J Balvin - Ferxxocalipsis von Feid - Att. von Young Miko  |                          |